# Шанхайская консерватория
Шанхайская консерватория (кит. трад. 上海音樂學院, упр. 上海音乐学院, пиньинь Shànghǎi Yīnyuè Xuéyuàn) была основана 27 ноября 1927 года и была первым музыкальным высшим учебным заведением Китая. Её преподаватели и студенты завоевывали международные и китайские награды, за что консерватория получила имя «колыбели музыкантов». Шанхайская консерватория входит в список университетов из Плана создания университетов и академических дисциплин мирового класса
По состоянию на 2021 год Шанхайская музыкальная консерватория заняла 4-е место в стране среди университетов, специализирующихся в искусстве, в рейтинге лучших китайских университетов и стала лучшей в Китае по предмету «Музыка и танец».

## История
Шанхайская консерватория известна в стране и за рубежом. Она выросла из Национальной консерватории музыки, основанной Цай Юаньпеем 27 ноября 1927 года. Директором новообразованного учебного заведения стал Сяо Юмэй, закончивший Лейпцигской консерватории . Консерватория стала одним из первых высших учебных заведений современной музыки в Китае. Она считалась ведущим учебным заведением для изучения западной музыки. Некоторые из профессоров были русскими эмигрантами, бежавшими в Китай от гражданской войны.
Консерватория несколько раз переименовывалась: Национальная музыкальная школа (1929 г.), Филиал Национальной музыкальной консерватории (1943 г.), Шанхайская национальная музыкальная школа (1945 г.), Шанхайский и Хуадунский филиалы Китайской музыкальной консерватории (начало 1950-х). Свое нынешнее название она получил в 1956 году.

## Учебные программы
В Шанхайской консерватории имеется 13 факультетов. Они включают в себя шесть дисциплин и 23 поддисциплины, часть из которых — традиционные, а другие — недавно разработанные.
Консерватория поддерживает высокий уровень научно-исследовательской деятельности в области музыки, в ней есть большая специализированная нотная библиотека, музей азиатских инструментов и нотное издательство.
Шестилетняя средняя школа и трехлетняя начальная секция были созданы в 1953 и 1956 годах для подготовки лучших выпускников к высшему образованию, таким образом сформировав автономную систему с полным учебным планом музыкального и академического образования.
Три художественных центра объединяют преподавание, исполнительские и научные исследования: Международный оперный центр Чжоу Сяоянь, Международная академия струнных инструментов и Международный центр фортепианного искусства. В консерватории созданы шесть исполнительских коллективов: симфонический оркестр Шанхайской консерватории, Новый ансамбль, струнный квартет, ансамбль ударных инструментов, Национальный музыкальный оркестр и хор.
Шанхайская консерватория поддерживает тесные отношения со многими консерваториями и известными музыкантами в США, Франции, Великобритании, России, Нидерландах, Австралии, Австрии, Германии и Японии. Многие всемирно известные музыканты, такие как Исаак Стерн, Ицхак Перлман, Юрий Шишкин, Леон Флейшер, Пинхас Цукерман, Сейджи Одзава, Саймон Рэттл, Мстислав Ростропович и Йо-Йо Ма, были почетными или приглашенными профессорами консерватории.

## Факультеты
- Администрирование в искусстве
- Композиция
- Дирижирование
- Общее образование
- Современные инструменты и перкуссия
- Музыкальный
- Музыкальное образование
- Музыкальная инженерия
- Музыковедение
- Оркестровые инструменты
- Фортепиано
- Традиционные инструменты
- Вокальная музыка и опера
- Средняя профессиональная музыкальная школа при Шанхайской консерватории

## Преподаватели и студенты
В консерватории работают 50 профессоров и 120 доцентов, обучаются около 1200 студентов. 

## Известные преподаватели и выпускники
- Вэнь Кэчжэн (1929—2007), бывший директор Департамента вокальной музыки и оперы.
- Ляо Чанъюн, вице-президент Шанхайской консерватории и директор отделения вокальной музыки и оперы (также выпускник)
- Чжу Цзяньэр (1922—2017), китайский симфонический композитор и автор песен.
- Владимир Шушлин (1896—1978), русский педагог по вокалу.
- Хэ Лутинг (1903—1999), выпускник и бывший директор консерватории. Его именем был назван главный мюзик-холл в кампусе.[5]Лю Цзи — композитор революционной музыки
- Дин Шандэ — композитор
- Ван Цзяньчжун — композитор и пианист
- Мин Хуйфэнь — музыкант (эрху)
- Мухай Тан — дирижёр
- Хэ Сюньтянь — композитор, профессор Шанхайской консерватории.
- Руи Ши Чжо — композитор
- Джампа Церинг — певица и танцовщица
- Ян Эрче Наму — писательница и певица
- Цзянь Ван — виолончелист
- Лю Фан — музыкант (пипа)
- Цзясинь Ченг — виолончелист
- Ду Юн — композитор, исполнитель
- Ю Ди — певица
- Цай Чэньюй — оперный певец
- Ю-Пэн Чен — композитор и музыкальный продюсер
- Чжоу И — музыкант (пипа)